# Post Danmark
Post Danmark (także PostNord Denmark) – operator pocztowy oferujący usługi pocztowe w Danii, z siedzibą w Kopenhadze. 